# Mixopsis puntiaguda
Mixopsis puntiaguda är en fjärilsart som beskrevs av Paul Dognin 1893. Mixopsis puntiaguda ingår i släktet Mixopsis och familjen mätare. Inga underarter finns listade i Catalogue of Life.